# لوكا أساتياني
لوكا أساتياني هو لاعب كرة قدم جورجي في مركز الدفاع، ولد في 22 أبريل 1999 في تبليسي في جورجيا. لعب مع ياغيلونيا بياويستوك.

## وصلات خارجية
- لوكا أساتياني على موقع قاعدة بيانات كرة القدم.إي يو (الإنجليزية)